# Frederick County, Maryland
Frederick County är ett county i delstaten Maryland i USA med 233 385 invånare (2010). Den administrativa huvudorten (county seat) är Frederick. 

## Geografi
Enligt United States Census Bureau så har countyt en total area på 1 727 km². 1 717 km² av den arean är land och 10 km² är vatten. Countyt ingår i Washingtons storstadsområde.

### Angränsande countyn
- Adams County, Pennsylvania - nord
- Carroll County - öst
- Howard County - sydöst
- Franklin County, Pennsylvania - nordväst
- Montgomery County - syd
- Washington County - väst
- Loudoun County - sydväst